# エレクトリックチェロ
エレクトリックチェロ（Electric cello)は、チェロの弦振動をピックアップによって拾い、電気的に増幅することによって音を発する電気楽器である。他の電気弦楽器（エレクトリックバイオリン等）では、アコースティックな共鳴胴を持たないものを「エレクトリック～」、アコースティックな共鳴胴も持ち、電気的な増幅にも対応する楽器を「エレクトリック・アコースティック～」と区別することが多いが、チェロの場合には後者であってもエレクトリックチェロと言われることが多い。これはエレクトリックチェロがあまり普及していないためと思われる。

## 構造

### 胴体
共鳴胴を必要としないため胴の部分のデザインは自由であり、アコースティックのチェロを小さくしたようなデザインのもの、アコースティックのチェロの両側を切り取ったようなデザインのもの、棒状で殆どボディを持たないものまである。
いずれのデザインのものであっても、楽器を構えたときに通常のチェロと同じ演奏ポジションを取れる構造となっているものが多い。そのために、チェロを模したフレームを持つもの、チェロのボディのうち膝にあたる部分・胸に当たる部分にサポートを取り付けたもの等がある。そのような構造を持たない場合には自立するスタンドに取り付けるか、ストラップを使い楽器を保持する。

### ピックアップ
ピエゾ式のピックアップを使用したものが殆どである。駒に接着したもの、駒を加工して埋め込む、駒の下（駒とボディの間）に挟む、等の方法がある。
エレキギターのようなマグネティックピックアップを使用したものはあまり例が無い。

### 弦
専用の弦は特には無く、アコースティックのチェロと同じものを使う。